# ManoMano
ManoMano es una empresa francesa que pertenece al sector del comercio electrónico y está especializada en el ámbito del bricolaje y jardinería. Es propiedad de la empresa Colibri.
Creada en Francia en 2012 bajo la forma de un mercado en línea, la empresa está presente desde finales de 2016 en Francia, Bélgica, España, Italia, Reino Unido y Alemania.

## Historia

### Creación
La empresa fue fundada en julio de 2012  por Christian Raisson y Philippe de Chanville, ambos titulados de la EDHEC Business School, bajo el nombre de la empresa Colibri SAS. Se lanzó el sitio web en junio de 2013 en Francia con el nombre MonEchelle, luego cambió su nombre en septiembre de 2015 para convertirse en ManoMano, expandiéndose hacia Francia, España, Italia, Reino Unido y luego Alemania.

### Desarrollo de la empresa
En julio de 2012 ManoMano (con el nombre de MonEchelle) llevó a cabo una primera recaudación de fondos de 150 000 €  para financiar el lanzamiento de su mercado en línea en Francia.
En mayo de 2013, la empresa realizó una segunda recaudación de fondos por importe de 300 000 € de business angels y puso su sitio web en línea un mes después.
En febrero de 2014, ocurrió una tercera recaudación de fondos de 150 000 € ante los accionistas históricos.
En septiembre de 2014, la start-up hizo una nueva recaudación de fondos de alrededor de 2 millions de euros ante el fondo CM-CIC Capital Privé y de uno de los accionistas históricos. Este financiamiento le permitió a ManoMano lanzarse en el mercado europeo: en junio de 2015 la plataforma se abre a España, en julio a Italia y en enero a Reino Unido.
En septiembre de 2015, MonEchelle cambió su nombre por ManoMano y lanzó en noviembre el servicio Supermano, una plataforma para enlazar a los manitas con los particulares que tienen necesidades ocasionales de pequeños trabajos.
En marzo de 2016, ManoMano recaudó 13 millones de euros de Partech Ventures, Piton Capital, CM-CIC Capital Privé y del Fondo Ambition Numérique de Bpifrance, lo que le permitió alcanzar una plantilla de 70 empleados y acelerar su despliegue en Europa. El mismo año, la empresa integró el programa Scale-Up de Googlecuyo objetivo es apoyar a las empresas emergentes en su crecimiento.
En noviembre de 2016, ManoMano abrió su plataforma en Alemania. En abril de 2017 la empresa contaba con 150 asalariados y 1,2 millón de productos cotizados.
En septiembre de 2017, ManoMano recaudó 60 millones de eurosde General Atlantic.
En noviembre de 2018, ManoMano creó una agencia en Burdeos. Planeó contratar a unas cincuenta personas, principalmente personas con perfiles de desarrolladores de software y científicos de datos.
Entre diciembre de 2018 y marzo de 2019, el mercado de productos de bricolaje y jardinería llevó a cabo una ronda de financiación de 110 millones de euros, que incluyó una parte de ingresos secundarios. Eurazeo e Idinvest dirigieron la operación, apoyados por el fondo Large Venture de Bpifrance, Aglaé Ventures y los actuales accionistas General Atlantic, Partech, CM-CIC Capital Privé y Piton.
En septiembre de 2019, ManoMano se unió a Next40.
A finales del año 2019, ManoMano anotó un volumen de negocio de 620 millones de euros y contaba con 420 empleados y 4 millones de referencias de productos.
A principios de 2020, ManoMano recaudó 125 millones de euros. El mercado del bricolaje y jardinería hizo entrar como líder al fondo soberano de Singapur Temasek y a la sociedad de inversión Kismet Holdings.
A finales del año 2020, ManoMano duplicó su volumen de negocio total y alcanzó los 1,2 mil millones de euros. La plataforma acumulaba entonces 50 millones de visitantes únicos al mes y 7 millones de clientes activos en sus mercados de Europa.
En julio de 2021, ManoMano anunció una recaudación de fondos de 335 millones de dólares de inversores, entre ellos Dragooner, valorisando la empresa a los 2,6 mil millones.

## Identidad visual

Logotipo ManoMano desde su creación
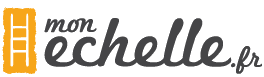
Logotipo de ManoMano (antes Monechelle) de 2013 hasta 2015.
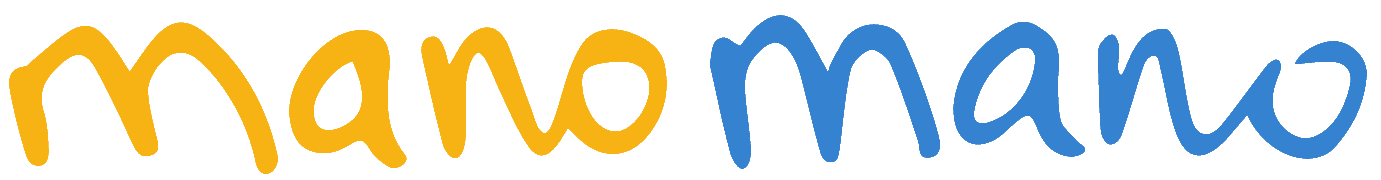
Logotipo de ManoMano de 2015 hasta 2018.
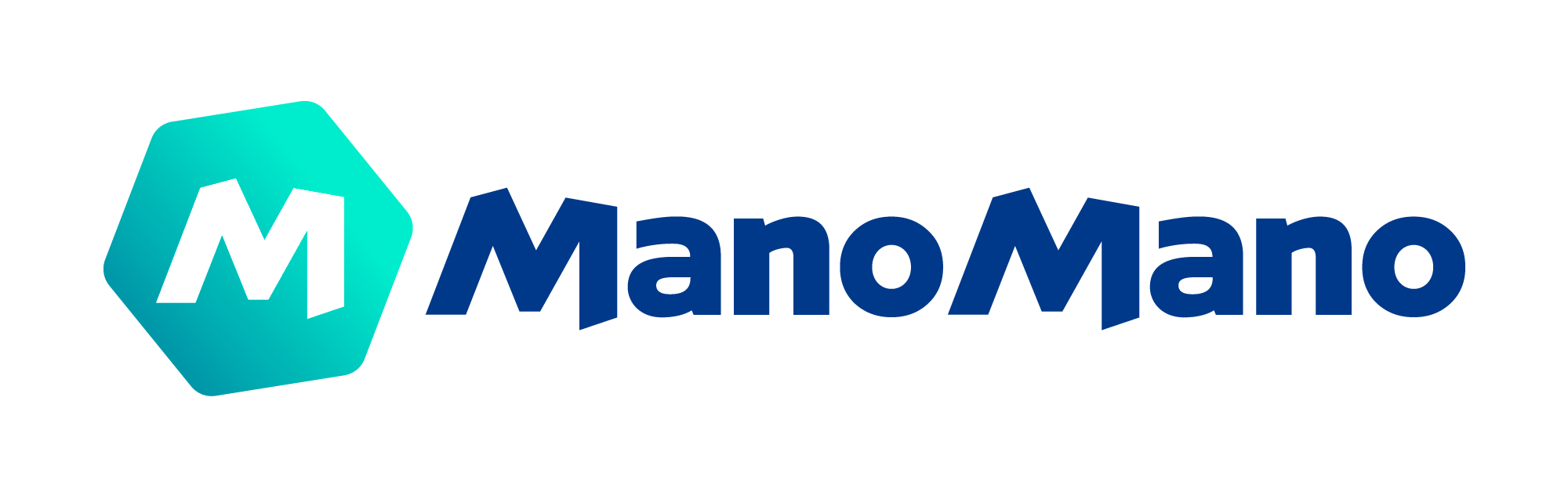
Logotipo de ManoMano desde 2018.

## Controversias
En abril de 2023, encuestas realizadas por 60 Millones de Consommateurs y En-Contact revelaron alegaciones de que ManoMano habría fomentado la publicación de reseñas falsas en su sitio. Las encuestas informaron que los “Manodvisors”, los trabajadores independientes pagados por la plataforma, habrían sido incentivados a dejar críticas positivas sobre algunos productos a cambio de una compensación. Un documento interno habría proporcionado incluso instrucciones específicas sobre los puntos a destacar en estas reseñas. Si se confirman estas prácticas, podrían considerarse prácticas comerciales engañosas, sancionables con una multa de 300.000 euros en Francia. ManoMano ha negado estas acusaciones, afirmando que las opiniones de sus evaluadores son independientes y no están influenciadas por las marcas.
En mayo de 2023, Mediapart publicó un artículo en el que afirmaba que ManoMano está acusado de recurrir al trabajo encubierto. Una decena de microempresarios que trabajan para la plataforma buscan reclasificar su relación laboral como un contrato de trabajo asalariado, alegando que están sujetos a condiciones laborales y a un control similar al de los empleados tradicionales. Informan que deben seguir formaciones y procedimientos estrictos, sin poder fijar sus tarifas. ManoMano ha rechazado estas acusaciones, afirmando que los trabajadores de su obra no están sujetos a ninguna presión en cuanto a  resultados financieros o tiempo de presencia.
En abril de 2024, L'Humanité informó que ManoMano estaba siendo demandado por varios de sus asesores autónomos, que solicitaban la recalificación de su contrato a contrato de trabajo. Estos trabajadores denuncian condiciones laborales precarias, comisiones insuficientes y altos requisitos de desempeño. Dicen que sus condiciones se han deteriorado con el tiempo, particularmente después de la llegada de nuevos funcionarios en 2021, quienes redujeron los beneficios y aumentaron las demandas.